# Thời đại Không gian

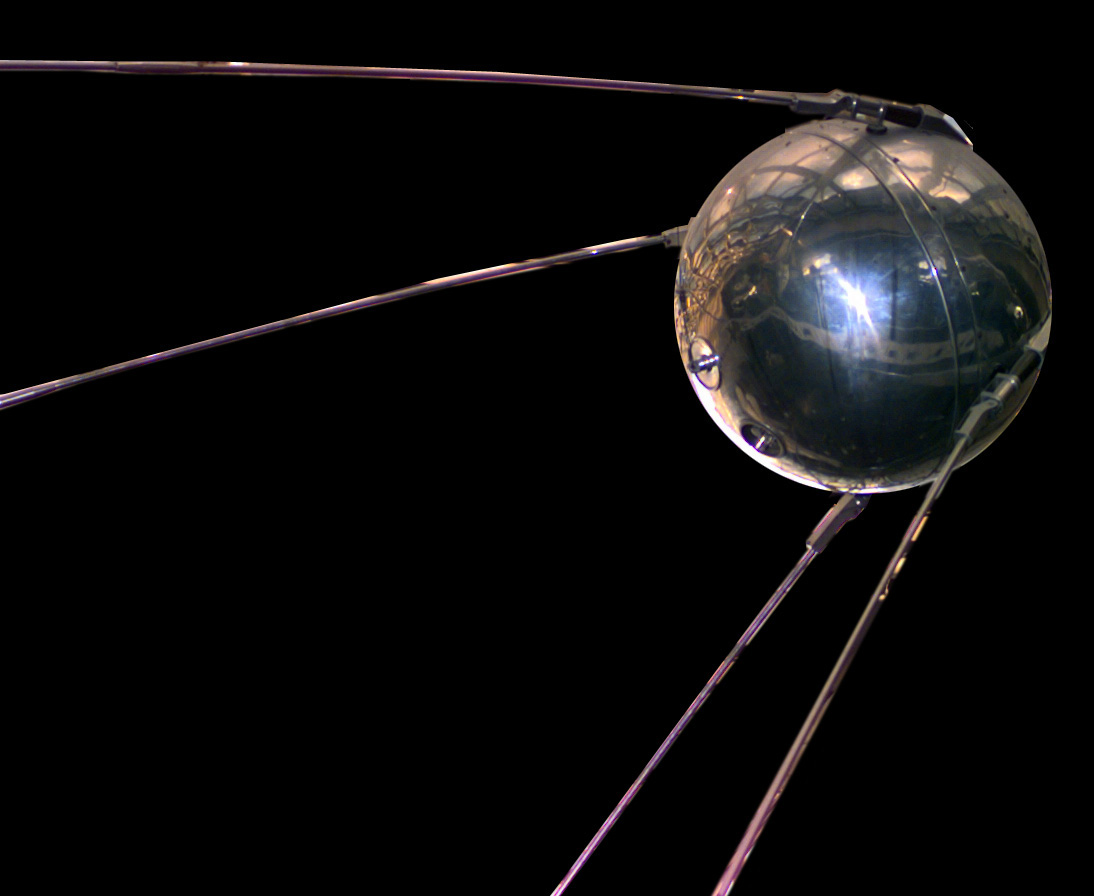
Sự kiện phóng vệ tinh Sputnik 1 đã đánh dấu sự mở đầu của Thời đại Không gian.thumb|upright=1.1|center|Các tín hiệu của Sputnik 1 vẫn tiếp tục trong 22 ngày nữa.

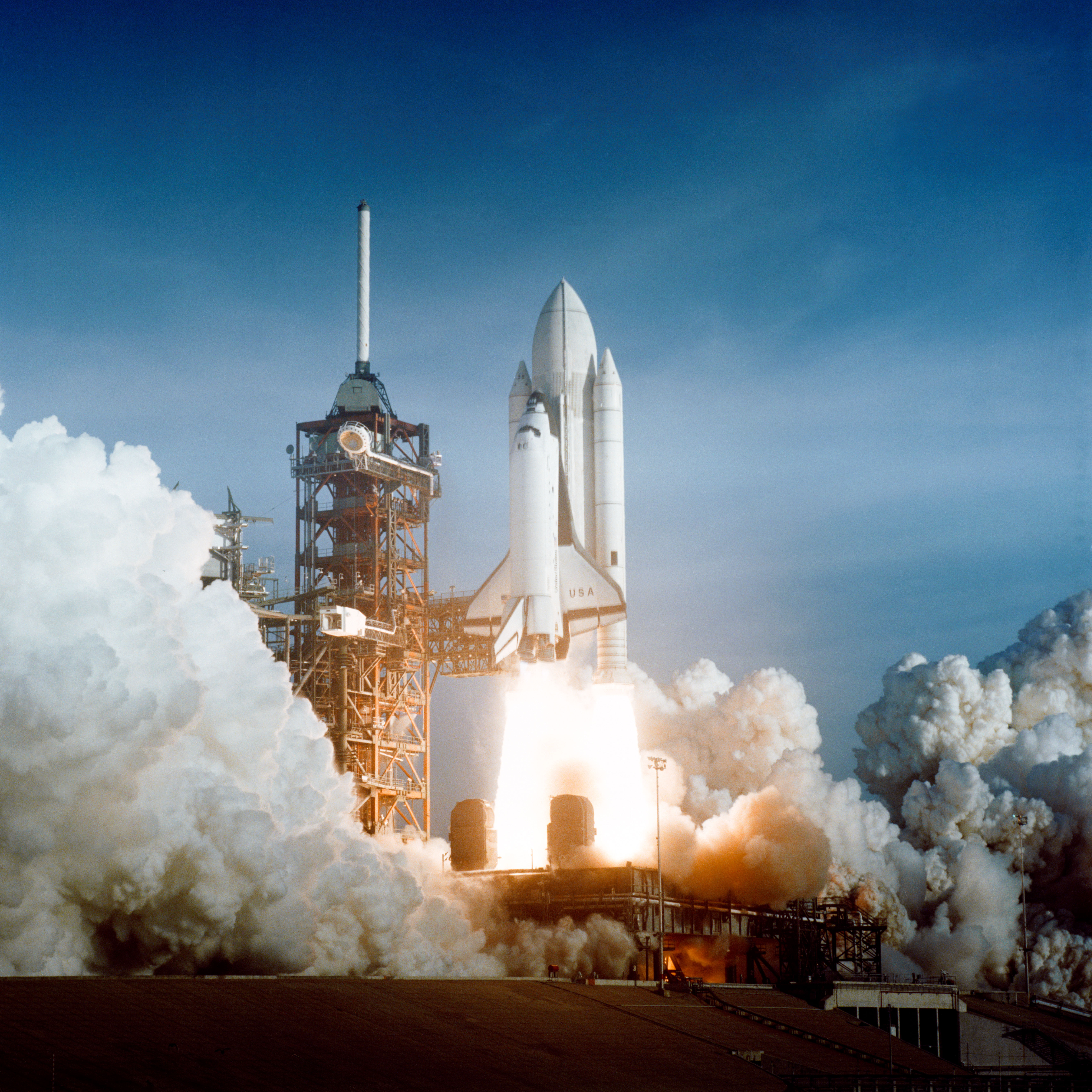
Tàu con thoi cất cánh trong một sứ mệnh vũ trụ có người lái.

Thời đại Không gian là khoảng thời gian bao gồm các hoạt động liên quan đến cuộc Chạy đua vào không gian, thăm dò không gian, công nghệ vũ trụ, và sự phát triển văn hoá chịu ảnh hưởng bởi những sự kiện này.  Thời đại Không gian thường được xem là đã được bắt đầu với sự kiện Liên Xô phóng vệ tinh nhân tạo đầu tiên trên thế giới mang tên Sputnik vào ngày 4 tháng 10 năm 1957.

## Khởi đầu
Thời đại Không gian khởi đầu bằng sự phát triển một số công nghệ mà đỉnh điểm là việc Liên Xô phóng Sputnik 1 vào ngày 4 tháng 10 năm 1957. Đây là vệ tinh nhân tạo đầu tiên trên thế giới, bay quanh Trái Đất trong 98,1 phút và nặng 83 kg (183 lb). Vụ phóng Sputnik 1 đã mở ra một kỷ nguyên mới về những thành tựu khoa học và công nghệ trong công cuộc chinh phục vũ trụ của loài người.
Kỷ nguyên này được đặc trưng bởi sự phát triển nhanh chóng của loại công nghệ mới trong cuộc chạy đua sít sao chủ yếu giữa Mỹ và Liên Xô. Những tiến bộ nhanh chóng đã diễn ra trong ngành chế tạo tên lửa, khoa học vật liệu, máy tính và các lĩnh vực khác. Phần lớn công nghệ ban đầu được phát triển dành cho các ứng dụng không gian đã được tách ra và tạo nên các ứng dụng bổ sung.
Thời đại Không gian lên đến đỉnh cao với chương trình Apollo, thu hút được trí tưởng tượng của phần lớn dân số thế giới. Quá trình hạ cánh lên Mặt Trăng của Apollo 11 đã được hơn 500 triệu người trên khắp thế giới theo dõi và được đa số công nhận là một trong những khoảnh khắc ấn tượng của thế kỷ 20. Kể từ đó, sự chú ý của công chúng phần lớn đã chuyển sang các lĩnh vực khác.
Trong những năm 1990 kinh phí cho các chương trình liên quan đến không gian giảm mạnh khi các công trình còn lại của Liên Xô đã tan rã và NASA không còn đối thủ cạnh tranh trực tiếp. Kể từ đó, sự tham gia vào các hoạt động vũ trụ ngày càng mở rộng cho nhiều chính phủ và các lợi ích thương mại. Kể từ thập niên 1990, các công nghệ thăm dò không gian và công nghệ liên quan đến vũ trụ đã được nhiều người nhận thức về mức độ phổ biến của chúng.

## Hiện tại
Vào đầu thế kỷ 21, cuộc thi Ansari X Prize được thành lập để giúp khởi động du hành không gian tư nhân, và Space Ship One đã thắng giải vào năm 2004, trở thành tàu vũ trụ đầu tiên được một cơ quan chính phủ tài trợ. Một số nước hiện có các chương trình không gian riêng; từ những vụ mua bán công nghệ có liên quan cho đến các chương trình không gian đầy đủ hình hài với các bãi phóng. Có rất nhiều vệ tinh khoa học và thương mại được sử dụng ngày nay, với hàng ngàn vệ tinh trên quỹ đạo, và một số quốc gia đã lên kế hoạch đưa con người vào vũ trụ.

## Niên đại
| Thời gian     | Sự kiện | Sứ mệnh                                                                                               | Phi hành gia                                          | Quốc gia          | Tên lửa | Tư nhân | Chính phủ                                |
| ------------- | --- | --- | ----------------------------------------------------- | ----------------- | ------- | ------- | ---------------------------------------- |
| 20/6/1944     | Vật thể nhân tạo đầu tiên trong không gian ngoài thiên thể, tức là ngoài đường Kármán | Tên lửa V-2, kiểm tra chuyến bay                                                                      | – N/A                                                 | Đức               | V-2     | - N/A   | Trung tâm Nghiên cứu Quân đội Peenemünde |
| 24/10/1946    | Hình ảnh đầu tiên nhìn từ không gian (105 km) | Tên lửa V-2 do Mỹ phóng từ căn cứ White Sands Missile Range, New Mexico.                              | – N/A                                                 | Mỹ                | V-2     | - N/A   | Cơ quan Mục tiêu Tình báo Liên quân      |
| 20/2/1947     | Động vật đầu tiên bay vào vũ trụ | Tên lửa V-2 do Mỹ phóng vào ngày 20 tháng 2 năm 1947 từ căn cứ White Sands Missile Range, New Mexico. | - Ruồi giấm thường                                    | Mỹ                | V-2     | - N/A   | Cơ quan Mục tiêu Tình báo Liên quân      |
| 4/10/1957     | Vệ tinh nhân tạo đầu tiên | Sputnik 1                                                                                             | – N/A                                                 | Liên Xô           |         |         |                                          |
| 3/11/1957     | Động vật đầu tiên bay quanh quỹ đạo Trái Đất | Sputnik 2                                                                                             | chó Laika                                             | Liên Xô           |         |         |                                          |
| 2/1/1959      | Tàu thăm dò không người lái đầu tiên tiếp cận được Mặt Trăng và là tàu vũ trụ đầu tiên đạt tới quỹ đạo nhật tâm | Luna 1                                                                                                | – N/A                                                 | Liên Xô           |         |         |                                          |
| 12/9/1959     | Tàu thăm dò đầu tiên đâm xuống bề mặt Mặt Trăng; do đó trở thành vật thể nhân tạo đầu tiên tới được một thiên thể khác | Luna 2                                                                                                | – N/A                                                 | Liên Xô           |         |         |                                          |
| 7/10/1959     | Hình ảnh đầu tiên về bề mặt che khuất của Mặt Trăng | Luna 3                                                                                                | – N/A                                                 | Liên Xô           |         |         |                                          |
| 12/4/1961     | Người đầu tiên bay vào vũ trụ | Vostok 1                                                                                              | Yuri Gagarin                                          | Liên Xô           |         |         |                                          |
| 5/5/1961      | Tàu vũ trụ có người lái được điều khiển bằng tay và là sứ mệnh không gian đầu tiên của nhân loại hạ cánh mà phi công vẫn còn bên trong tàu, do đó xét về mặt kỹ thuật đã được công nhận là chuyến du hành không gian hoàn chỉnh đầu tiên của con người theo các định nghĩa của FAI | Freedom 7                                                                                             | Alan Shepard                                          | Mỹ                |         |         |                                          |
| 14/12/1962    | Lần đầu tiên thực hiện thành công chuyến bay đến một hành tinh khác (tiếp cận Sao Kim gần nhất cách khoảng 34.773 kilômét) | Mariner 2                                                                                             | – N/A                                                 | Mỹ                |         |         |                                          |
| 18/3/1965     | Lần đầu tiên đi bộ trong không gian bên ngoài con tàu vũ trụ | Voskhod 2                                                                                             | Alexey Leonov                                         | Liên Xô           |         |         |                                          |
| 15/12/1965    | Điểm hẹn không gian đầu tiên trong quỹ đạo giữa hai tàu vũ trụ | Gemini 6A & Gemini 7                                                                                  | Schirra, Stafford, Borman, Lovell                     | Mỹ                |         |         |                                          |
| 16/3/1966     | Lần đầu tiên đóng quỹ đạo giữa hai tàu vũ trụ | Gemini 8 & Agena Target Vehicle                                                                       | Neil Armstrong, David Scott                           | Mỹ                |         |         |                                          |
| 3/4/1966      | Vệ tinh nhân tạo của một thiên thể khác (trừ Mặt Trời) | Luna 10                                                                                               | – N/A                                                 | Liên Xô           |         |         |                                          |
| 21–27/12/1968 | Con người rời khỏi quỹ đạo Trái Đất, quay quanh Mặt Trăng | Apollo 8                                                                                              | Borman, Lovell, Anders                                | Mỹ                |         |         |                                          |
| 20/7/1969     | Con người hạ cánh và bước chân lên bề mặt của một thiên thể khác (Mặt Trăng) | Apollo 11                                                                                             | Neil Armstrong, Buzz Aldrin                           | Mỹ                |         |         |                                          |
| 19/4/1971     | Trạm không gian đầu tiên của nhân loại | Salyut 1                                                                                              | – N/A                                                 | Liên Xô           |         |         |                                          |
| 7/6/1971      | Phi hành đoàn đầu tiên làm việc trên một trạm không gian | Soyuz 11 (Salyut 1)                                                                                   | Georgy Dobrovolsky, Vladislav Volkov, Viktor Patsayev | Liên Xô           |         |         |                                          |
| 20/7/1976     | Những hình ảnh đầu tiên chụp bề mặt Sao Hỏa | Viking 1                                                                                              | – N/A                                                 | Mỹ                |         |         |                                          |
| 12/4/1981     | Tàu vũ trụ có thể tái sử dụng đầu tiên | STS-1                                                                                                 | Young, Crippen                                        | Mỹ                |         |         |                                          |
| 19/2/1986     | Trạm không gian có thời gian hoạt động lâu nhất | Mir                                                                                                   | – N/A                                                 | Liên Xô           |         |         |                                          |
| 14/2/1990     | Lần đầu tiên chụp được Hình ảnh toàn bộ Hệ Mặt Trời | Voyager 1                                                                                             | – N/A                                                 | Mỹ                |         |         |                                          |
| 25/8/2012     | Tàu thăm dò đầu tiên bay vào vùng không gian liên sao | Voyager 1                                                                                             | – N/A                                                 | Mỹ                |         |         |                                          |
| 12/11/2014    | Tàu thăm dò đầu tiên hạ cánh xuống bề mặt sao chổi (67P/Churyumov–Gerasimenko) | Rosetta                                                                                               | – N/A                                                 | Liên minh châu Âu |         |         |                                          |
| 14/7/2015     | Tàu thăm dò đầu tiên tới gần và ghi hình hành tinh lớn thứ 9 đã được công nhận vào năm 1981 | New Horizons                                                                                          | – N/A                                                 | Mỹ                |         |         |                                          |
| 20/12/2015    | Tên lửa đẩy quỹ đạo đầu tiên hạ cánh theo phương thẳng đứng xuống bãi phóng trên mặt đất. | Falcon 9 flight 20                                                                                    | – N/A                                                 | Mỹ                |         |         |                                          |
| 8/4/2016      | Tên lửa đẩy quỹ đạo đầu tiên hạ cánh theo phương thẳng đứng xuống xà lan không người lái trên biển. | SpaceX CRS-8                                                                                          | – N/A                                                 | Mỹ                |         |         |                                          |
| 22/3/2016     | Thiết bị sản xuất thương mại đầu tiên được tối ưu với trọng lượng nhỏ. | Cygnus CRS OA-6                                                                                       | – N/A                                                 | Mỹ                |         |         |                                          |
| 30/3/2017     | Phóng lại và hạ cánh lần thứ hai tên lửa đẩy đã qua sử dụng. | SES-10                                                                                                | – N/A                                                 | Mỹ                |         |         |                                          |

## Những chuyến bay đầu tiên
Thời đại Không gian cũng có thể được xem là bắt đầu sớm hơn trước ngày 4 tháng 10 năm 1957, bởi vì vào tháng 6 năm 1944, một quả tên lửa V-2 của Đức trở thành vật thể nhân tạo đầu tiên bước vào không gian, dù chỉ trong thời gian ngắn. Một số thậm chí cho rằng kỷ nguyên này bắt đầu vào tháng 3 năm 1926, khi nhà tiên phong tên lửa người Mỹ Robert H. Goddard đã phóng quả tên lửa nhiên liệu lỏng đầu tiên trên thế giới, mặc dù tên lửa của ông đã không đến được vùng không gian bên ngoài.
Kể từ chuyến bay tên lửa V-2 nói trên được thực hiện một cách bí mật, trong nhiều năm sau đó nó đã không được biết đến công khai. Hơn nữa, các vụ phóng tên lửa của người Đức, cũng như các cuộc thử nghiệm tên lửa khí tượng tiếp theo được thực hiện ở cả Mỹ và Liên Xô vào cuối những năm 1940 và đầu những năm 1950, không được coi là đủ lớn để bắt đầu một thời đại mới bởi vì chúng không tới được quỹ đạo. Việc sở hữu một tên lửa đủ mạnh để bay tới quỹ đạo có nghĩa là quốc gia đó có khả năng lắp đặt một bãi phóng ở bất kỳ nơi nào trên hành tinh này, hoặc sử dụng một thuật ngữ khác, sở hữu một tên lửa đạn đạo liên lục địa. Thực tế là sau quá trình phát triển như vậy ở bất kỳ nơi nào trên hành tinh này được an toàn khỏi đầu đạn hạt nhân là lý do tại sao tiêu chuẩn quỹ đạo được sử dụng để xác định khi thời đại không gian được bắt đầu.

## Nghệ thuật và kiến trúc

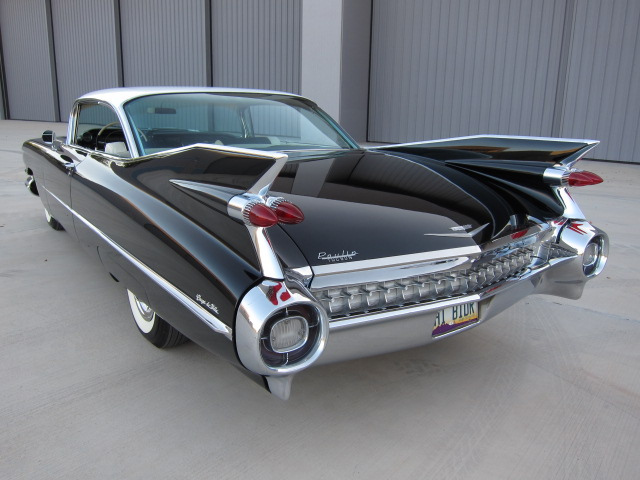
Đèn sau và rìa xe kiểu tên lửa trên chiếc Cadillac Coupe de Ville năm 1959.

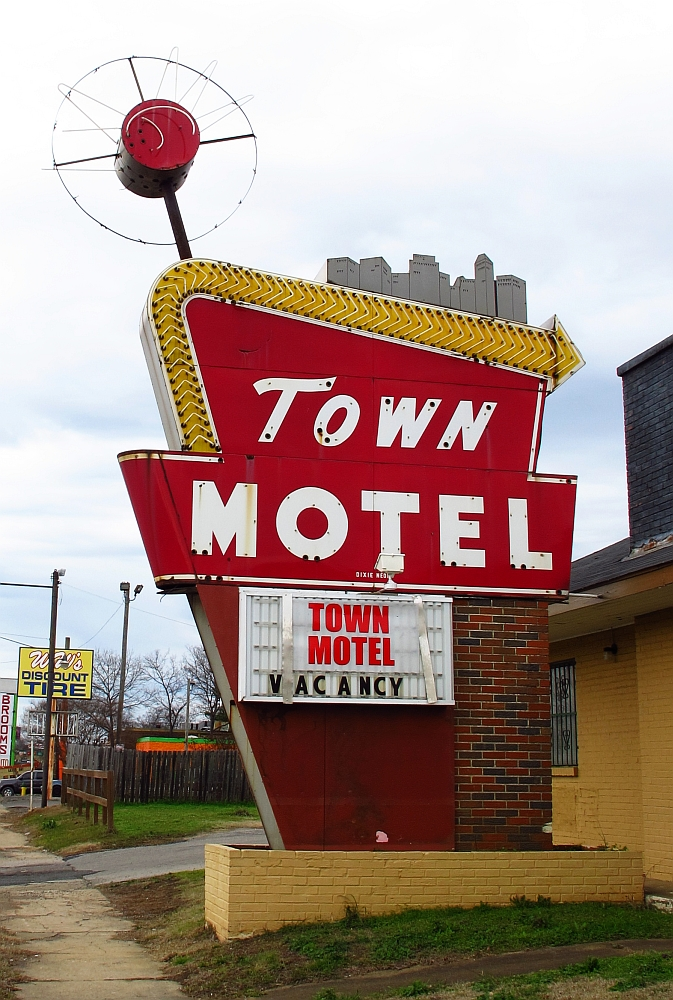
Biển báo chịu ảnh hưởng phong cách vệ tinh tại Town Motel ở Birmingham, Alabama

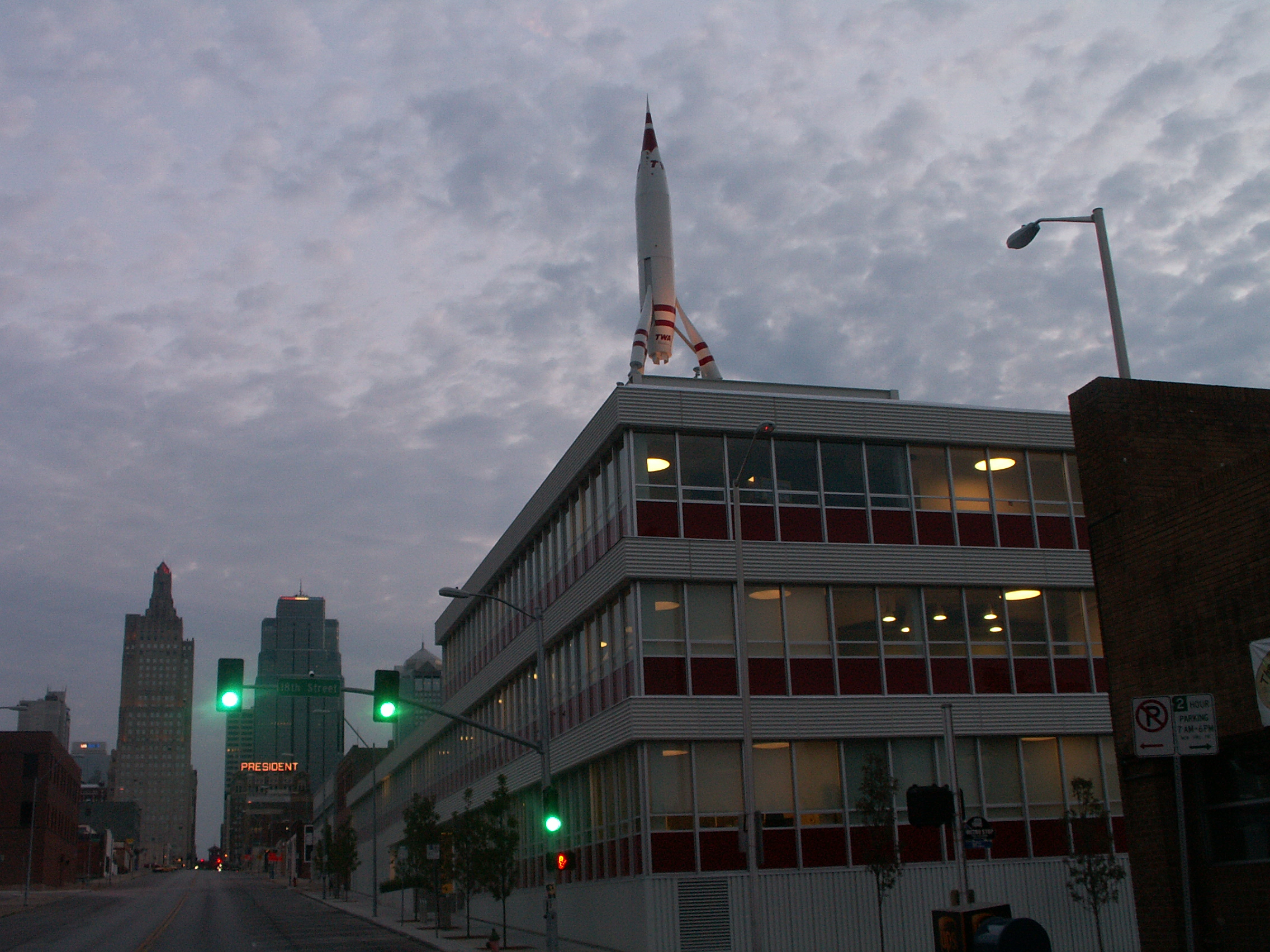
Bản sao TWA Moonliner II trên đỉnh trụ sở Tập đoàn TWA ở Kansas City, MO, 2007

Thời đại Không gian được xem là có ảnh hưởng đến các lĩnh vực:
- Thiết kế ô tô
- Kiến trúc Googie
- Trò chơi mạo hiểm trong công viên giải trí gồm TWA Moonliner và Mission to Mars.
- Thiết bị sân chơi Chiến tranh Lạnh